# Bea Arthur
Bea Arthur właśc. Bernice Frankel (ur. 13 maja 1922 w Nowym Jorku, zm. 25 kwietnia 2009 w Los Angeles) – amerykańska aktorka filmowa i telewizyjna, występowała na Broadwayu.
W 1966 roku otrzymała nagrodę Tony za rolę Very Charles Mame. Otrzymała także 2 nagrody Emmy (w 1977 r. za rolę w Maude; w 1988 r. za rolę w Złotkach).

## Życiorys
Bea Arthur urodziła się 13 maja 1922 roku jako Bernice Frankel. Wychowywała się na Brooklynie w Nowym Jorku. Jej rodzice — Rebeka i Philip Frankelowie — byli żydowskimi emigrantami, a Arthur ma korzenie austriackie (po matce) oraz polskie (po ojcu).
Podczas II wojny światowej zaciągnęła się jako jedna z pierwszych kobiet do żeńskiej rezerwy Korpusu Piechoty Morskiej Stanów Zjednoczonych. Po podstawowym szkoleniu służyła jako maszynistka w kwaterze głównej piechoty morskiej w Waszyngtonie. W latach 1944–1945 Frankel pracował jako kierowca ciężarówki i dyspozytor w bazie lotniczej Korpusu Piechoty Morskiej Cherry Point w Północnej Karolinie. 
Po odbyciu służby studiowała przez rok we Franklin School of Science and Arts w Filadelfii, gdzie uzyskała wykształcenie technika laboratoryjnego. Po stażu w miejscowym szpitalu, zdecydowała się nie pracować w wyuczonej profesji. Wyjechała do Nowego Jorku w 1947 roku, aby zapisać się do tamtejszej szkoły aktorskiej Dramatic Workshop of The New School, gdzie kształciła się pod okiem Erwina Piscatora. W 1955 roku zadebiutowała na Broadwayu w komedii muzycznej Plain and Fanc. Przełom w jej karierze nastąpił w 1964 roku, kiedy przyjęła rolę Yente Swatki w broadwayowskiej interpretacji Skrzypka na dachu.
Powszechną popularność i rozpoznawalność przyniosły jej role w sitcomach takich jak Maude (1972-1978) jako Maude Findlay, a także w Złotkach (Golden Girls) (1985-1992) jako Dorothy Zbornak.
Dwukrotnie zamężna. Jej pierwszym mężem był Robert Alan Arthur. W latach 1950–1978 była w związku małżeńskim z reżyserem Gene Saksem, adoptowali dwójkę dzieci: Matthew (ur. 1961) oraz Daniela (ur.1964).
Arthur zmarła na raka płuc w swoim domu w Brentwood w Los Angeles w wieku 86 lat.

## Filmografia (wybór)

### Filmy
- 1959: That Kind of Woman jako Kobieta-żołnierz
- 1974: Mame (musical) jako Vera Charles
- 1981: Historia świata: Część I jako Dole office Clerk
- 1988: My First Love jako Jean Miller
- 2000: Wrogowie śmiechu jako Matka Paula

### Seriale telewizyjne
- 1972-1978: Maude jako Maude Findlay
- 1983: Amanda's jako Amanda Cartwright
- 1985-1992: Złotka jako Dorothy Zbornak
- 2000-2006: Zwariowany świat Malcolma jako Pani White (gościnnie)